# Генистеин
Генистеин (англ. Genistein) — органическое вещество растительного происхождения из класса изофлавонов. Впервые был получен в 1899 году из дрока красильного (лат. Genísta tinctória), отчего получил своё название. В 1926 году была открыта структура генистеина, в 1928 году он был химически синтезирован.

## Встречаемость в природе
Изофлавоны, такие как генистеин и даидзеин, обнаружены в нескольких растениях. Они находятся в люпине, бобах садовых, сое, Пуэрарии дольчатой, псоралее, в лекарственных растениях Flemingia vestita и Flemingia macrophylla, и в кофе.
Генистеин также найден в Maackia amurensis.

## Биологическая активность
Изофлавоны действуют как антиоксидантные и антигельминтные препараты. Благодаря своему структурному сходству с гормонами эстрогенами в клетках животных и человека они могут взаимодействовать с эстрогеновыми рецепторами, что приводит к эффектам сходным с гормональными эффектами эстрогенов. 
Генистеин обладает многочисленными биохимическими функциями в живых клетках:
- действует как агонист эстрогена [10]
- активация рецепторов PPAR;
- ингибирование нескольких тирозинкиназ;
- ингибирование топоизомеразы;
- прямое антиоксидантное действие с некоторыми прооксидантными свойствами;
- активация Nrf2-зависимого антиоксидантного ответа;
- стимуляция аутофагии[11][12][13]
- активация бета-эстрогенового рецептора;
- ингибирование переносчика гексоз у млекопитающих GLUT1;
- сокращение нескольких типов гладких мышц;
- модулирование канала CFTR (потенциирование его открытия при низких концентрациях и ингибирование при высоких);
- ингибирование метилирования цитозина.

Согласно когортному исследованию, основанному на данных NHANES (1999-2010) и данных о смертности из Национального индекса смертности (до конца 2019 года), более высокие уровни генистеина в моче были связаны с повышенным риском как общей, так и сердечно-сосудистой смертности. Наблюдалась линейная зависимость "доза-эффект", то есть чем выше уровень генистеина, тем выше риск.